# Лук Борщова
Лук Борщова (лат. Allium borszczowii) — многолетнее травянистое растение, вид рода Лук (Allium) семейства Луковые (Alliaceae).

## Этимология
Вид назван в честь Ильи Григорьевича Борщова (1833—1878)— русского ботаника.

## Распространение и экология
В природе ареал вида охватывает Среднюю Азию. Эндемик.
Произрастает на песках и реже на выходах пестроцветных пород.

## Ботаническое описание
Луковица продолговато-яйцевидная, диаметром около 1—1.5 мм; наружные оболочки сетчато-волокнистые, бурые; оболочки замещающей луковицы
желтоватые. Луковички немногочисленные, крупные, удлинённые, жёлтые, сетчато-бороздчатые. Стебли обычно в числе двух—трёх, реже одиночные или до пяти, высотой 10—30 см, при выходе из влагалищ отогнуто-восходящие, реже почти прямые, на четверть или на половину одетые голыми, сближенными влагалищами листьев.
Листья в числе трёх—пяти, шириной 1—2 мм, дудчатые, узколинейные, голые, обычно длиннее стебля.
Чехол от двух до нескольких раз короче зонтика, заострённый. Зонтик коробочконосный, шаровидный, реже пучковатый, рыхлый, обычно немногоцветковый. Цветоножки неравные, в два—пять раз длиннее околоцветника, при основании с прицветниками. Листочки колокольчато-полушаровидного околоцветника розовые, с более тёмной жилкой, почти равные, гладкие, продолговато-ланцетные или ланцетные, острые или тупые, длиной 5—6 мм. Нити тычинок немного или в полтора раза короче листочков околоцветника, при основании между собой и с околоцветником сросшиеся, нересничатые, наружные треугольно-шиловидные, внутренние трёхраздельные. Столбик не выдается из околоцветника.
Створки коробочки почти округлые, длиной около 4 мм.

## Таксономия
Вид Лук Борщова входит в род Лук (Allium) семейства Луковые (Alliaceae) порядка Спаржецветные (Asparagales).
|  |                                      |  |                                                             |                                                             |                   |  | ещё 24 семейства (согласно Системе APG II) | ещё 24 семейства (согласно Системе APG II) |                     |  |  |  | ещё более 870 видов |
|  |                                      |  |                                                             |                                                             |                   |  | ещё 24 семейства (согласно Системе APG II) | ещё 24 семейства (согласно Системе APG II) |                     |  |  |  | ещё более 870 видов |
|  |                                      |  |                                                             | порядок Спаржецветные                                       |                   |  |                                            |                                            | род Лук             |  |  |  |                     |
|  |                                      |  |                                                             | порядок Спаржецветные                                       |                   |  |                                            |                                            | род Лук             |  |  |  |                     |
|  | отдел Цветковые, или Покрытосеменные |  |                                                             |                                                             | семейство Луковые |  |                                            |                                            | вид Лук Борщова     |  |  |  |                     |
|  | отдел Цветковые, или Покрытосеменные |  |                                                             |                                                             | семейство Луковые |  |                                            |                                            |                     |  |  |  |                     |
|  |                                      |  | ещё 44 порядка цветковых растений (согласно Системе APG II) | ещё 44 порядка цветковых растений (согласно Системе APG II) |                   |  |                                            | ещё около 300 родов                        | ещё около 300 родов |  |  |  |                     |
|  |                                      |  |                                                             | ещё 44 порядка цветковых растений (согласно Системе APG II) |                   |  |                                            |                                            | ещё около 300 родов |  |  |  |                     |